# Posttheater

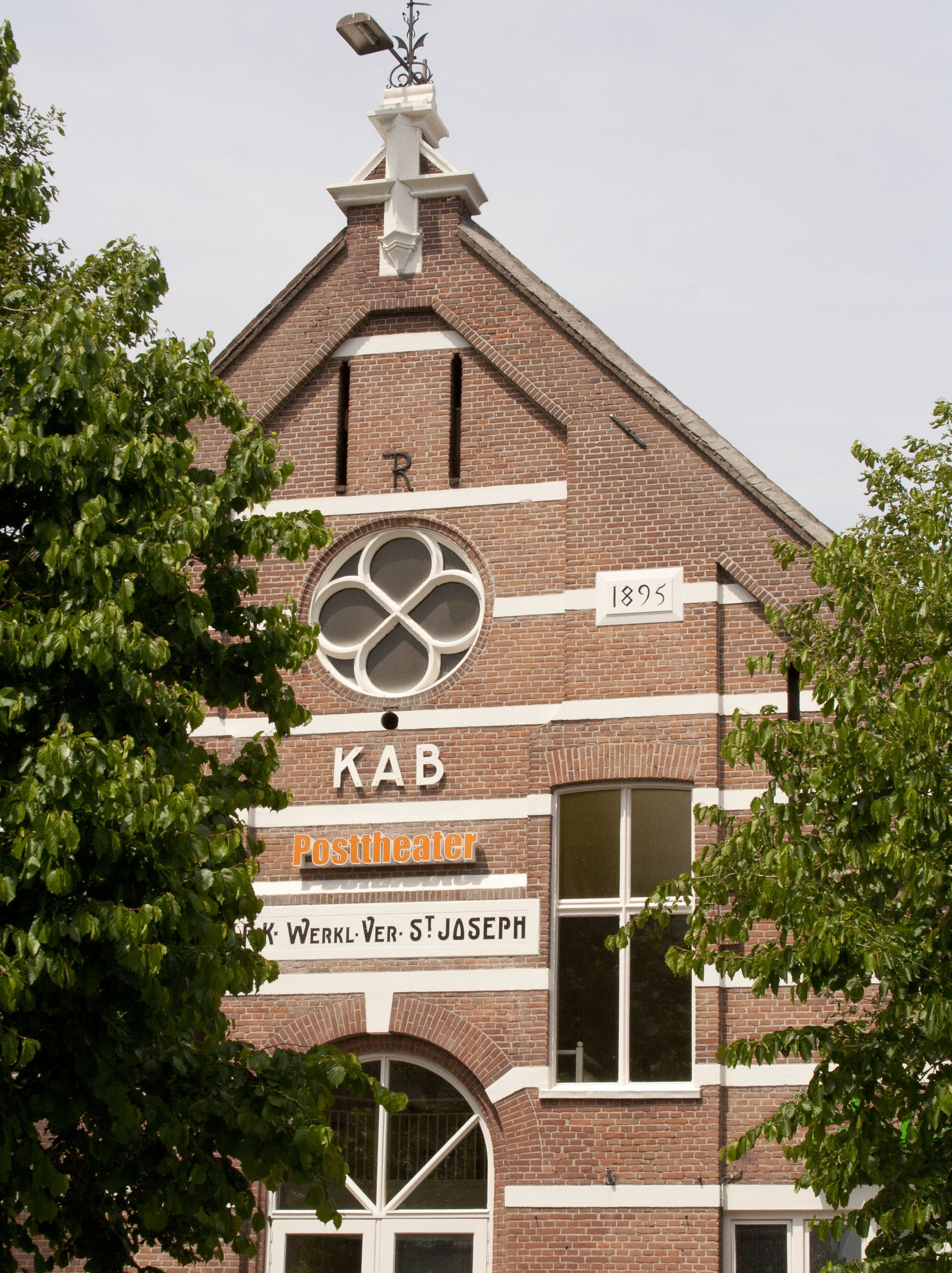
Gevel Posttheater

Het Posttheater is een vlakke-vloertheater gelegen in de volkswijk Klarendal in Arnhem. Het Posttheater is gevestigd in het KAB-gebouw, waar voorheen de Katholieke Arbeidersbeweging ‘St Joseph’ zat.
Het Posttheater heeft meerdere zalen, waaronder de Theaterzaal met een telescooptribune met variërend tussen minimaal 148 en maximaal 319 stoelen en de Mediazaal met maximaal 90 stoelen.

## Geschiedenis
Het Posttheater dankt haar naam aan het voormalige postkantoor in de Driekoningenstraat waar het theater in 1991 startte. In eerste instantie diende het als repetitieplek voor jeugdtheaterplatform Gelderland. Een lichtset werd aangeschaft, er kwamen stoelen en geleidelijk aan werd het gebouw getransformeerd in een theater. Halverwege de jaren 90 belde cabaretier Mark van de Veerdonk of er een zaal beschikbaar was voor de try-out van zijn voorstelling. De eerste stap werd daarmee gezet naar het huidige cabaretpodium.

## KAB-gebouw
De hogere eisen maakten dat het pand eind jaren 90 te klein werd. In 2000 kreeg het Posttheater een nieuw onderkomen achter station Arnhem Velperpoort in het onder monumentenzorg vallende KAB-gebouw, de oude zetel van de Katholieke Arbeidersbeweging ‘St Joseph’ en vroeger bekend om o.a. de vogeltentoonstellingen, bruiloften en examens. De stichting KAB en stichting Posttheater fuseerden en vormden het KAB Posttheater, in de volksmond Het Posttheater. De verbouwing tot een professioneel theater met 3 zalen en ca. 35.000 bezoekers per jaar, werd geheel in eigen beheer, met minimale middelen gerealiseerd. De officiële opening van het KAB-Posttheater vond plaats op 19 maart 2001.

## Programmering
In het Posttheater wordt voornamelijk cabaret geprogrammeerd. Grote namen zoals Youp van 't Hek, Theo Maassen en Guido Weijers doen graag het Posttheater aan, maar het biedt ook een podium voor jong talent. Het Posttheater is ook bekend van televisieseries als de Lama's en de Alpaca's.